# Georg Heinrich Tischbein
Georg Heinrich Tischbein (* 1753 in Marburg; † 4. März 1848 in Bremen) war ein deutscher Kupferstecher, Radierer, Kartograf und Mechanicus (im heutigen Sinne Ingenieur).

## Biografie

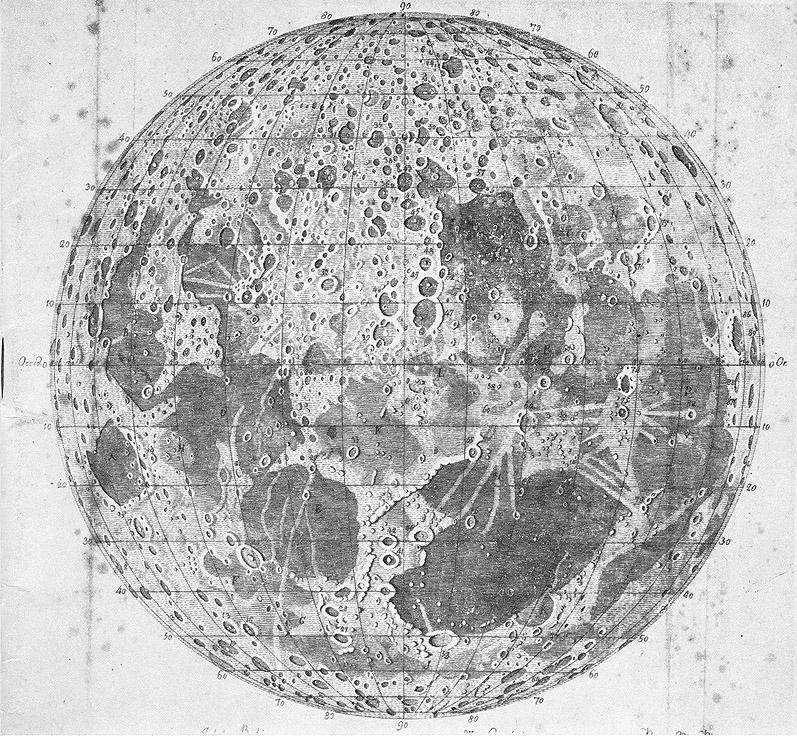
Tobias Mayers Mondkarte, aus dem Schröterschen Mondwerk

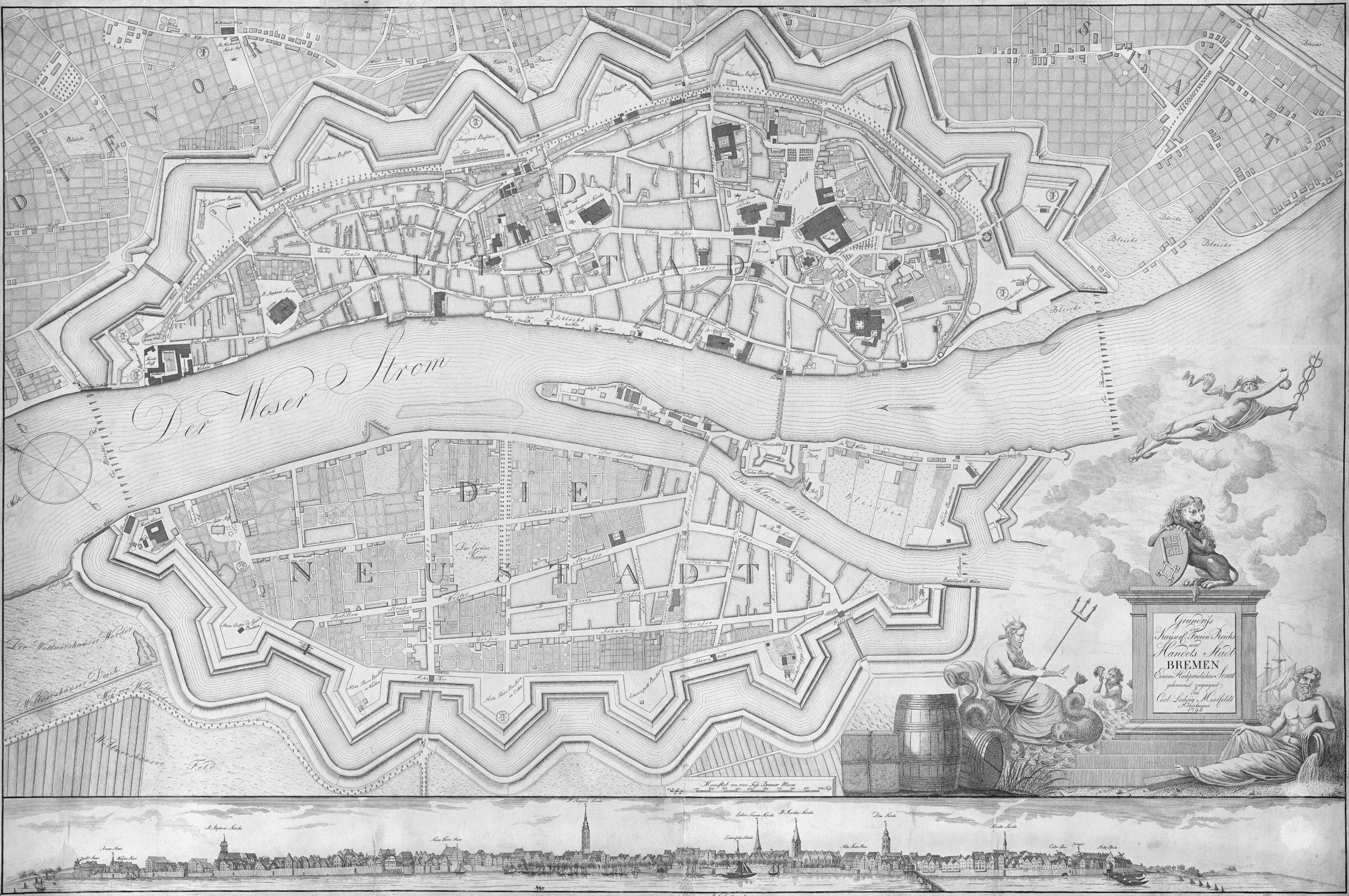
Stadtplan von Bremen aus dem Jahr 1796 von Carl Ludwig Murtfeldt

Tischbein stammt aus der großen Künstlerfamilie Tischbein (Vater und Kinder siehe dort). Er war zweiter Sohn des seit 1751 verheirateten, schon 1757 als Universitäts-Mechanikus in Marburg verstorbenen Johannes Tischbein.

## Werke
1785 kam Tischbein nach Bremen und stach von 1789 bis 1791 die Tafeln für das Schrötersche Mondwerk. Zusammen mit Carl Ludwig Murtfeldt entstand 1796 die Murtfeldtsche Karte von Bremen. Christian Abraham Heineken zusammen mit dem Ratsherrn Johann Gildemeister entwickelten die erste trigonometrische Vermessung von Bremen. Tischbein stach 1798 diese bremische Gebietskarte, die 1806 unter Berücksichtigung der Gebietserweiterungen von 1803 erneut gedruckt wurde. 1799 wurden die Karten und deren Ansichten in Rollers Stadtgeschichte gestochen. 
Im Jahre 1804 stach Tischbein die vom Geodäten Christoph Friedrich Mentz gezeichnete Karte des Herzogtums Oldenburg in Kupfer (Digitalisat).

Darüber hinaus stellte er zahlreiche Bilder und Ansichten her.